# Championnat du Chili de football 1968
Navigation
Saison précédente Saison suivante
La saison 1968 du Championnat du Chili de football est la trente-sixième édition du championnat de première division au Chili. La compétition est divisée en deux phases. La première voit les équipes réparties en deux poules géographiques où elles s'affrontent deux fois; les cinq premiers de chaque poule disputent la poule pour le titre, les autres équipes jouent la poule de relégation.
C'est le club des Santiago Wanderers qui remporte la compétition, après avoir terminé en tête de la poule finale, avec un seul point d'avance sur un duo composé du CD Universidad Católica et du tenant du titre, le CF Universidad de Chile. C'est le deuxième titre de champion du Chili de l'histoire du club, dix ans après lui remporté en 1958.

## Les clubs participants
| - Club Deportivo Huachipato - Colo Colo - Club Deportivo O'Higgins - CF Universidad de Chile - Unión Española - Santiago Wanderers - CSD Rangers - Deportes Magallanes - Union San Felipe | - Green Cross-Temuco - CD Santiago Morning - Audax Italiano - CD Universidad Católica - Club Deportivo Concepción - Promu de Segunda Division - CD Everton de Viña del Mar - Club Deportivo Palestino - Deportes Unión La Calera - Deportes La Serena |

## Compétition
Le barème utilisé pour établir le classement est le suivant :
- Victoire : 2 points
- Match nul : 1 point
- Défaite : 0 point

### Première phase

#### PouleMetropolitano
| Rang | Équipe                    | Pts | J  | G | N | P | Bp | Bc | Diff |
| ---- | ------------------------- | --- | -- | - | - | - | -- | -- | ---- |
| 1    | CF Universidad de Chile T | 19  | 14 | 9 | 1 | 4 | 34 | 18 | +16  |
| 2    | Audax Italiano            | 17  | 14 | 5 | 7 | 2 | 26 | 23 | +3   |
| 3    | CD Universidad Católica   | 14  | 14 | 5 | 4 | 5 | 17 | 16 | +1   |
| 4    | CD Santiago Morning       | 14  | 14 | 5 | 4 | 5 | 28 | 38 | -10  |
| 5    | Colo Colo                 | 13  | 14 | 4 | 5 | 5 | 30 | 25 | +5   |
| 6    | Unión Española            | 13  | 14 | 5 | 3 | 6 | 25 | 24 | +1   |
| 7    | Club Deportivo Palestino  | 13  | 14 | 4 | 5 | 5 | 23 | 23 | 0    |
| 8    | Deportes Magallanes       | 9   | 14 | 2 | 5 | 7 | 18 | 34 | -16  |

|  | Qualification pour la poule pour le titre |
|  | Participation à la poule de relégation    |
|  | T : Tenant du titre                       |

- Le Club Deportivo Palestino se qualifie par le biais d'une poule de barrage face à Colo Colo et l'Unión Española.

#### PouleProvincial
| Rang | Équipe                     | Pts | J  | G | N  | P  | Bp | Bc | Diff |
| ---- | -------------------------- | --- | -- | - | -- | -- | -- | -- | ---- |
| 1    | Club Deportes Concepción P | 23  | 18 | 8 | 7  | 3  | 23 | 12 | +11  |
| 2    | Green Cross-Temuco         | 22  | 18 | 9 | 4  | 5  | 21 | 18 | +3   |
| 3    | Santiago Wanderers         | 21  | 18 | 7 | 7  | 4  | 23 | 15 | +8   |
| 4    | Club Deportivo Huachipato  | 20  | 18 | 6 | 8  | 4  | 28 | 14 | +14  |
| 5    | CSD Rangers                | 17  | 18 | 3 | 11 | 4  | 14 | 16 | -2   |
| 6    | Deportes La Serena         | 17  | 18 | 6 | 5  | 7  | 14 | 17 | -3   |
| 7    | Unión La Calera            | 17  | 18 | 6 | 5  | 7  | 18 | 25 | -7   |
| 8    | CD Everton de Viña del Mar | 17  | 18 | 6 | 5  | 7  | 24 | 32 | -8   |
| 9    | Unión San Felipe           | 15  | 18 | 5 | 5  | 8  | 24 | 32 | -8   |
| 10   | Club Deportivo O'Higgins   | 11  | 18 | 4 | 3  | 11 | 22 | 30 | -8   |

|  | Qualification pour la poule pour le titre |
|  | Participation à la poule de relégation    |
|  | P : Promu de Segunda Division             |

- Le CD Everton de Viña del Mar se qualifie par le biais d'une poule de barrage face au CSD Rangers, l'Unión La Calera et le Deportes La Serena.

### Deuxième phase

#### Poule pour le titre
| Rang | Équipe                     | Pts | J  | G  | N | P  | Bp | Bc | Diff |
| ---- | -------------------------- | --- | -- | -- | - | -- | -- | -- | ---- |
| 1    | Santiago Wanderers         | 25  | 18 | 11 | 3 | 4  | 37 | 20 | +17  |
| 2    | CD Universidad Católica    | 24  | 18 | 10 | 4 | 4  | 42 | 25 | +17  |
| 3    | CF Universidad de Chile T  | 24  | 18 | 9  | 6 | 3  | 31 | 17 | +14  |
| 4    | Club Deportivo Palestino   | 20  | 18 | 7  | 6 | 5  | 37 | 34 | +3   |
| 5    | Club Deportivo Huachipato  | 17  | 18 | 7  | 3 | 8  | 18 | 20 | -2   |
| 6    | Audax Italiano             | 15  | 18 | 5  | 5 | 8  | 20 | 26 | -6   |
| 7    | Green Cross-Temuco         | 15  | 18 | 5  | 5 | 8  | 29 | 36 | -7   |
| 8    | Club Deportes Concepción P | 14  | 18 | 4  | 6 | 8  | 21 | 28 | -7   |
| 9    | CD Santiago Morning        | 14  | 18 | 5  | 4 | 9  | 32 | 46 | -14  |
| 10   | CD Everton de Viña del Mar | 12  | 18 | 4  | 4 | 10 | 20 | 35 | -15  |

|  | Qualification pour la Copa Libertadores 1969      |
|  | T : Tenant du titre P : Promu de Segunda Division |

#### Poule de relégation
Première phase :
| Rang | Équipe                   | Pts | J  | G | N | P | Bp | Bc | Diff |
| ---- | ------------------------ | --- | -- | - | - | - | -- | -- | ---- |
| 1    | Colo Colo                | 23  | 14 | 9 | 5 | 0 | 37 | 17 | +20  |
| 2    | Unión Española           | 18  | 14 | 8 | 2 | 4 | 32 | 25 | +7   |
| 3    | Deportes Magallanes      | 16  | 14 | 5 | 6 | 3 | 29 | 24 | +5   |
| 4    | CSD Rangers              | 15  | 14 | 5 | 5 | 4 | 16 | 22 | -6   |
| 5    | Unión La Calera          | 12  | 14 | 4 | 4 | 6 | 27 | 22 | +5   |
| 6    | Deportes La Serena       | 11  | 14 | 3 | 5 | 6 | 14 | 21 | -7   |
| 7    | Club Deportivo O'Higgins | 9   | 14 | 3 | 3 | 8 | 19 | 35 | -16  |
| 8    | Unión San Felipe         | 8   | 14 | 2 | 4 | 8 | 18 | 26 | -8   |

|  | Participation à la poule de relégation |

Seconde phase :
| Rang | Équipe                   | Pts | J | G | N | P | Bp | Bc | Diff |
| ---- | ------------------------ | --- | - | - | - | - | -- | -- | ---- |
| 1    | Deportes La Serena       | 8   | 6 | 4 | 0 | 2 | 13 | 9  | +4   |
| 2    | Club Deportivo O'Higgins | 8   | 6 | 4 | 0 | 2 | 10 | 8  | +2   |
| 3    | Unión La Calera          | 5   | 6 | 2 | 1 | 3 | 13 | 12 | +1   |
| 4    | Unión San Felipe         | 3   | 6 | 1 | 1 | 4 | 7  | 14 | -7   |

|  | Relégation directe en Segunda Division |

## Bilan de la saison
| Championnat du Chili de football 1968 |                               |
| Champion                              | Santiago Wanderers (2e titre) |
| Qualifications continentales          |                               |
| Copa Libertadores 1969                | Santiago Wanderers            |
| Copa Libertadores 1969                | CD Universidad Católica       |
| Promotions et relégations             |                               |
| Promus en Primera División            | Club de Deportes Antofagasta  |
| Relégués en Segunda División          | Unión San Felipe              |